# Dominic Uher
Dominic Uher (Wenen, 4 juni 1993) is een Oostenrijks hockeyer.

## Levensloop
Uher was actief bij SV Arminen en HC Wien alvorens hij in seizoen 2016-'17 aansloot bij Royal Daring HC. Na twee seizoenen verliet hij deze club voor KHC Dragons. Vervolgens ging hij aan de slag bij RAHC.
Daarnaast is hij actief in het zaalhockey. In deze discipline werd hij in 2018 zowel Europees als wereldkampioen met het Oostenrijks zaalhockeyteam. Eerder behaalde hij zilver op het Europees kampioenschap van 2016 en het wereldkampioenschap van 2015 met de nationale ploeg. In totaal verzamelde hij 154 caps.